# Lycosa praegrandis discoloriventer
Lycosa praegrandis là một phân loài nhện trong họ Lycosidae.
Loài này thuộc chi Lycosa. Lycosa praegrandis discoloriventer được Lodovico di Caporiacco miêu tả năm 1949.